# Космос-628
Космос-628 је један од преко 2400 совјетских вјештачких сателита лансираних у оквиру програма Космос.
Космос-628 је лансиран са космодрома Плесецк, СССР, 17. јануара 1974. Ракета-носач Р-14 Чусоваја (рус. Чусовая) (8К65, НАТО ознака SS-5 Skean) са додатим степеном је поставила сателит у орбиту око планете Земље. Маса сателита при лансирању је износила 550 килограма. Космос-628 је био војни навигациони сателит.